# Cuculídeos
Cuculídeos (Cuculidae) é uma família de aves da ordem Cuculiformes, que abrange espécies conhecidas pelos nomes vulgares de cuco, papa-légua, anu ou saci. O grupo está mais diversificado na Europa e nas Américas. Os cucos alimentam-se de insetos. Grande parte das espécies do Velho Mundo são parasitas de ninhada e põem seus ovos nos ninhos de outras aves. 

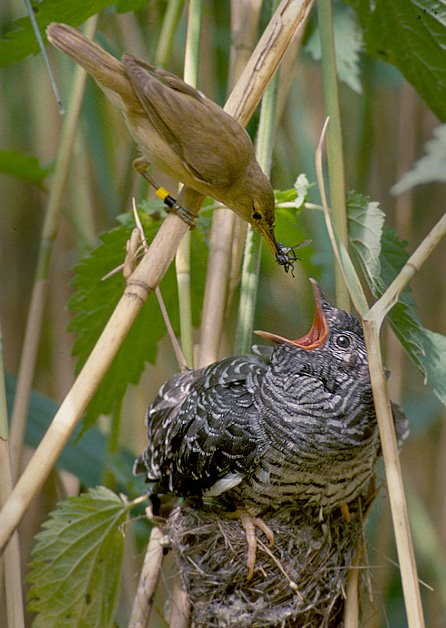
Cria de Cuco num ninho de um rouxinol-pequeno-dos-caniços

## Reprodução
A mãe cuco deposita o seu ovo num ninho de outra espécie, que o tratará como qualquer outro dos seus ovos. A mãe de "acolhimento" não dá pela diferença. Como o cuco tem pouco tempo de gestação nasce antes dos outros ovos e, para ganhar espaço, expulsa-os do ninho. Os pais continuam a alimentar o cuco sem darem pela diferença. Quando o cuco atinge a maturidade, é já bastante maior que os seus pais adoptivos e sai do aconchego do ninho.

## Taxonomia e sistemática
A taxonomia de Sibley-Ahlquist reconheceu 6 famílias dentro da ordem Cuculiformes: Cuculidae, Centropodidae, Coccyzidae, Crotophagidae, Neomorphidae e Opisthocomidae. O reconhecimento de seis famílias foram baseados em critérios arbitrários para delineamento de táxons a nível familiar, usando distâncias genéticas derivadas de dados de dissociação terminal.
Família Cuculidae
- Incertae sedis
  - Gênero Dynamopterus Milne-Edwards, 1982 (fóssil: Eoceno Superior/Oligoceno Inferior de Caylus, Tarn-et-Garonne, França)[4]
  - Gênero Cursoricoccyx Martin & Mengel, 1984 (fóssil: Mioceno Inferior de Logan County, USA) – Neomorphinae?[5]
  - Gênero Neococcyx Wiegel, 1963 (fóssil: Oligoceno Inferior de Calf Creek, Saskatchewan, Canadá)[6]
  - Cuculidae gen. et sp. indet. (fóssil: Plioceno Inferior de Lee Creek Mine, USA)[7]
  - Gênero Nannococcyx Olson, 1975 (subfóssil: Holoceno de Santa Helena)[8]
- Subfamília Crotophaginae Swainson, 1837
  - Gênero Crotophaga Linnaeus, 1758 (3 espécies)
  - Gênero Guira Lesson, 1830 (1 espécie)
- Subfamília Neomorphinae Shelley, 1891
  - Gênero Tapera Thunberg, 1819 (1 espécie)
  - Gênero Dromococcyx Wied-Neuwied, 1832 (2 espécies)
  - Gênero Morococcyx Sclater, 1862 (1 espécie)
  - Gênero Geococcyx Wagler, 1831 (2 espécies)
  - Gênero Neomorphus Gogler, 1827 (5 espécies)
- Subfamília Centropodinae Horsfield, 1823
  - Gênero Centropus Illiger, 1811 (30 espécies)
- Subfamília Couinae Bonaparte, 1854
  - Gênero Carpococcyx Gray, 1840 (3 espécies)
  - Gênero Coua Schinz, 1821 (9 espécies, 1 recentemente extinta)
- Subfamília Cuculinae Leach, 1820 - inclui Coccyzinae e Phaenicophaeninae
  - Gênero Eocuculus Chandler, 1999 (fóssil: Eoceno Superior de Teller County, USA)[9]
  - Gênero Rhinortha Vigors, 1830 (1 espécie)
  - Gênero Ceuthmochares Cabanis & Heine, 1863 (2 espécies)
  - Gênero Taccocua Lesson, 1830 (1 espécie)
  - Gênero Zanclostomus Swainson, 1837 (1 espécie)
  - Gênero Rhamphococcyx Cabanis & Heine, 1863 (1 espécie)
  - Gênero Phaenicophaeus Stephens, 1815 (6 espécies)
  - Gênero Dasylophus Swainson, 1837 (2 espécies)
  - Gênero Clamator Kaup, 1829 (4 espécies)
  - Gênero Coccycua Lesson, 1830 - anteriormente em Coccyzus e Piaya, inclui Micrococcyx (3 espécies)
  - Gênero Piaya Lesson, 1830 (2 espécies)
  - Gênero Coccyzus Vieillot, 1816 - inclui Saurothera e Hyetornis (13 espécies)
  - Gênero Pachycoccyx Cabanis, 1882 (1 espécie)
  - Gênero Microdynamis Salvadori, 1878 (1 espécie)
  - Gênero Eudynamys Vigors & Horsfield, 1827 (3 espécies, 1 fóssil)
  - Gênero Urodynamis Salvadori, 1880 (1 espécie)
  - Gênero Scythrops Latham, 1790 (1 espécie)
  - Gênero Chrysococcyx Boie, 1826 (12 espécies) - inclui Rhamphomantis
  - Gênero Cacomantis Muller, 1843 (10 espécies) - inclui Caliechthrus
  - Gênero Cercococcyx Cabanis, 1882 (3 espécies)
  - Gênero Surniculus Lesson, 1830 (4 espécies)
  - Gênero Hieroccocyx Muller, 1845 (8 espécies)
  - Gênero Cuculus Linnaeus, 1758 (11 espécies)